# Gabinet Franka Forde’a
Gabinet Franka Forde’a – trzydziesty drugi gabinet federalny Australii, urzędujący przez osiem dni od 6 do 13 lipca 1945 roku. Był  gabinetem tymczasowym, powołanym niezwłocznie po śmierci dotychczasowego premiera Johna Curtina. Tworzyła go samodzielnie Australijska Partia Pracy (ALP).

## Okoliczności powstania
6 lipca 1945 zmarł premier John Curtin, chorujący od dłuższego czasu na serce. Zgodnie z australijskim prawem, z chwilą jego zgonu nastąpiła automatyczna dymisja jego gabinetu. Gubernator generalny powołał na tymczasowego premiera Franka Forde’a, który był dotąd zastępcą Curtina jako lidera ALP, a przez to również nieformalnym wicepremierem. W sensie personalnym gabinet Forde’a niemal idealnie pokrywał się z ostatnim składem gabinetu Curtina. Jedyną różnicą była zmiana ministra obrony - zmarłego Curtina, który ze względu na trwającą wojnę osobiście kierował tym resortem, zastąpił Jack Beasly.

## Okoliczności dymisji
O tym, kto zostanie szefem rządu na stałe, miały zdecydować wybory nowego lidera Partii Pracy. Forde wziął w nich udział, ale przegrał z własnym ministrem skarbu Benem Chifleyem. W efekcie musiał zrzec się premierostwa na rzecz partyjnego kolegi, który sformował swój pierwszy gabinet. Były premier Forde pozostał w nim na stanowisku  ministra ds. wojsk lądowych, na które mianował go jeszcze Curtin.

## Skład
| stanowisko                                              | osoba              |
| ------------------------------------------------------- | ------------------ |
| premier                                                 | Frank Forde        |
| minister ds. wojsk lądowych                             | Frank Forde        |
| minister skarbu                                         | Ben Chifley        |
| prokurator generalny                                    | Herbert Vere Evatt |
| minister spraw zagranicznych                            | Herbert Vere Evatt |
| minister obrony                                         | Jack Beasley       |
| wiceprzewodniczący Federalnej Rady Wykonawczej          | Jack Beasley       |
| minister spraw wewnętrznych                             | Joe Collings       |
| minister marynarki wojennej                             | Norman Makin       |
| minister ds. uzbrojenia                                 | Norman Makin       |
| minister pracy i służby zasadniczej                     | Jack Holloway      |
| minister handlu i ceł                                   | Richard Keane      |
| minister lotnictwa cywilnego                            | Arthur Drakeford   |
| minister ds. sił powietrznych                           | Arthur Drakeford   |
| minister gospodarki i rolnictwa                         | William Scully     |
| minister zaopatrzenia i żeglugi                         | Bill Ashley        |
| minister transportu                                     | Eddie Ward         |
| minister ds. terytoriów zewnętrznych                    | Eddie Ward         |
| minister zarządzający programem mieszkań dla weteranów  | Charles Frost      |
| minister ds. repatriacji                                | Charles Frost      |
| minister kierujący Radą Badań Naukowych i Przemysłowych | John Dedman        |
| minister ds. powojennej odbudowy                        | John Dedman        |
| minister robót publicznych                              | Bert Lazzarini     |
| minister bezpieczeństwa wewnętrznego                    | Bert Lazzarini     |
| minister służb społecznych                              | James Fraser       |
| minister zdrowia                                        | James Fraser       |
| minister poczty                                         | Don Cameron        |
| minister informacji                                     | Arthur Calwell     |